# فوزیه
فوزیه بنت فواد (به عربی: فوزیة بنت فؤاد الأول؛ ۱۴ آبان ۱۳۰۰ – ۱۱ تیر ۱۳۹۲)شاهدخت مصر، دختر پادشاه مصر فؤاد یکم و ملکه مصر نازلی صبری، خواهر فاروق یکم پادشاه ماقبل آخر مصر، ملکهٔ ایران و نخستین همسر محمدرضا پهلوی بود.

## تبار و تولد
فوزیه در ۵ نوامبر ۱۹۲۱ در کاخ راس التین در اسکندریه چشم به جهان گشود. وی بزرگ‌ترین دختر ملک فؤاد یکم و همسر دومش نازلی صبری بود. فوزیه شهروند مصر ولی از تبار چرکسی، آلبانیایی و فرانسوی بود. او از دودمان پادشاهی محمدعلی پاشا بود. خاندان محمدعلی از تبار آلبانیایی بودند که در زمان فرمان‌روایی عثمانیها در مصر به مدارج بالا رسیدند.پرنسس فوزیه تحصیل کرده سوئیس بود و به زبانهای انگلیسی و فرانسه علاوه بر عربی مسلط بود. او از نظر زیبایی اغلب با ستاره‌هایی مثل ویوین لی و هدی لامار مقایسه می‌شد. در همان سالها که فوزیه ملکه ایران بود، مجله آمریکایی تایم فوزیه را زیباترین زن جهان نامید.

## ازدواج فوزیه و محمدرضا پهلوی
ازدواج او با محمدرضا به هنگام ولیعهدی او در تاریخ ۱۵ مارس ۱۹۳۹ (۲۴ اسفند ۱۳۱۷) که سالروز تولد رضاشاه نیز بود، در قاهره انجام گرفت. گفته می‌شود که این ازدواج را مصطفی کمال آتاترک به رضاشاه پیشنهاد کرده است. پس از برگشت از ماه عسل، مراسم ازدواج در تهران نیز تکرار شد. این ازدواج در ابتدا مغایر اصل ۳۷ قانون اساسی مشروطه بود که بر طبق آن، ملکهٔ ایران باید ایرانی‌الاصل باشد. به همین دلیل، مجلس ایران قانونی را از تصویب گذراند که فوزیه را «ایرانی‌الاصل» اعلام می‌کرد.
مراسم ازدواج در مصر با حضور خانواده سلطنتی در کاخ عابدین برگزار شد و در تهران با حضور رضاشاه و ملکه نازلی مادر عروس، در محل سفارت مصر مراسم دیگری برگزار شده و همچنین جشن بزرگی با حضور فرستادگان کشورهای خارجی برپا شد.
فوزیه در دوران ولیعهدی محمدرضا پهلوی به مدت یک سال همراه با همسرش در کاخ مرمر تهران اقامت داشتند. دو سال بعد محمدرضا جانشین پدرش رضاشاه شد. فوزیه از سال ۱۹۳۹ تا سال ۱۹۴۱، شاهدخت سلطنتی ایران بود که پس از به سلطنت رسیدن شوهرش محمدرضا پهلوی، ملکه ایران شد. وی تنها ملکه از دودمان پهلوی بود که این لقب را به عنوان همسر ولیعهد دارا بود.
پس از مرگ رضاشاه در ۱۳۲۳، روابط سرد میان این زوج هم به سرعت رو به تیرگی نهاد. حاصل ازدواج محمدرضا با فوزیه دختری به اسم شهناز بود که در سال ۱۳۱۹ متولد شد. ملکه فوزیه، ایران را در خرداد ۱۳۲۴ ترک کرد و همان سال تصمیم خود مبنی بر درخواست طلاق را به اطلاع دربار رساند. محمدرضاشاه تمام تلاش خود را برای بازگرداندن ملکه فوزیه به ایران انجام داد، از جمله اینکه در نامه‌ای که به ملکه نوشته بود تعهد کرد که در صورت بازگشت ملکه فوزیه و با درخواست او، مادرش تاج‌الملوک آیرملو و خواهرش اشرف پهلوی را از ایران خارج خواهد کرد اما فوزیه همچنان راضی به برگشت نشد. پس از ۳ سال و نیم که تمام تلاش های شاه برای بازگرداندن ملکه، با شکست مواجه شد، در نهایت در آبان ماه ۱۳۲۷ ثبت رسمی طلاق در ایران و مصر انجام شد.

## ملکهٔ ایران

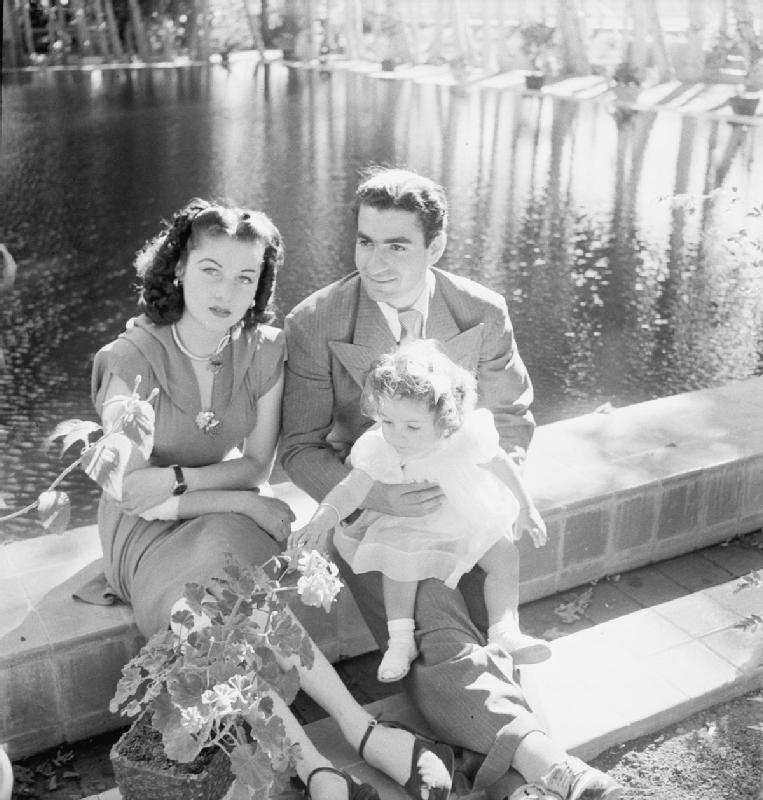
فوزیه در کنار همسرش محمدرضا پهلوی و دخترشان شهناز پهلوی

## دومین ازدواج
بعد از آن فوزیه در ۲۸ مارس ۱۹۴۹ با سرهنگ اسماعیل حسین شیرین‌بک وزیر دفاع و فرمانده نیروی دریایی سابق مصر و از بستگان خود در قاهره ازدواج کرد. حاصل این ازدواج دو فرزند به نام‌های نادیا و حسین بود. با کودتای ضد سلطنتی ۱۹۵۲ در مصر، عنوان شاهزادگی از فوزیه گرفته و ثروتش نیز مصادره شد اما او همچنان در میان مردم با عنوان احترام‌آمیز شاهدخت فوزیه خوانده می‌شد. او پس از آن حاضر به ترک کشورش نشد و به همراه همسرش در اسکندریه زندگی می‌کرد. فوزیه هیچ‌گاه در مورد دوران ملکه بودنش مصاحبه‌ای نکرد و خاطراتش را منتشر نکرد.

## مرگ
سرانجام فوزیه در ۱۱ تیر ۱۳۹۲ در سن ۹۱ سالگی بر اثر کهولت سن در اسکندریه مصر درگذشت و در شهر قاهره به خاک سپرده شد. او مسن‌ترین عضو خاندان محمدعلی پاشا بود که در مصر زندگی می‌کرد.

## یادمان‌ها
در شهر تهران یکی از میدان‌های مرکزی شهر به نام وی (میدان فوزیه) نامیده شد که پس از جدایی او از محمدرضاشاه پهلوی به «میدان شهناز» و پس از انقلاب به میدان امام حسین تغییر نام یافت.

## نگارخانه

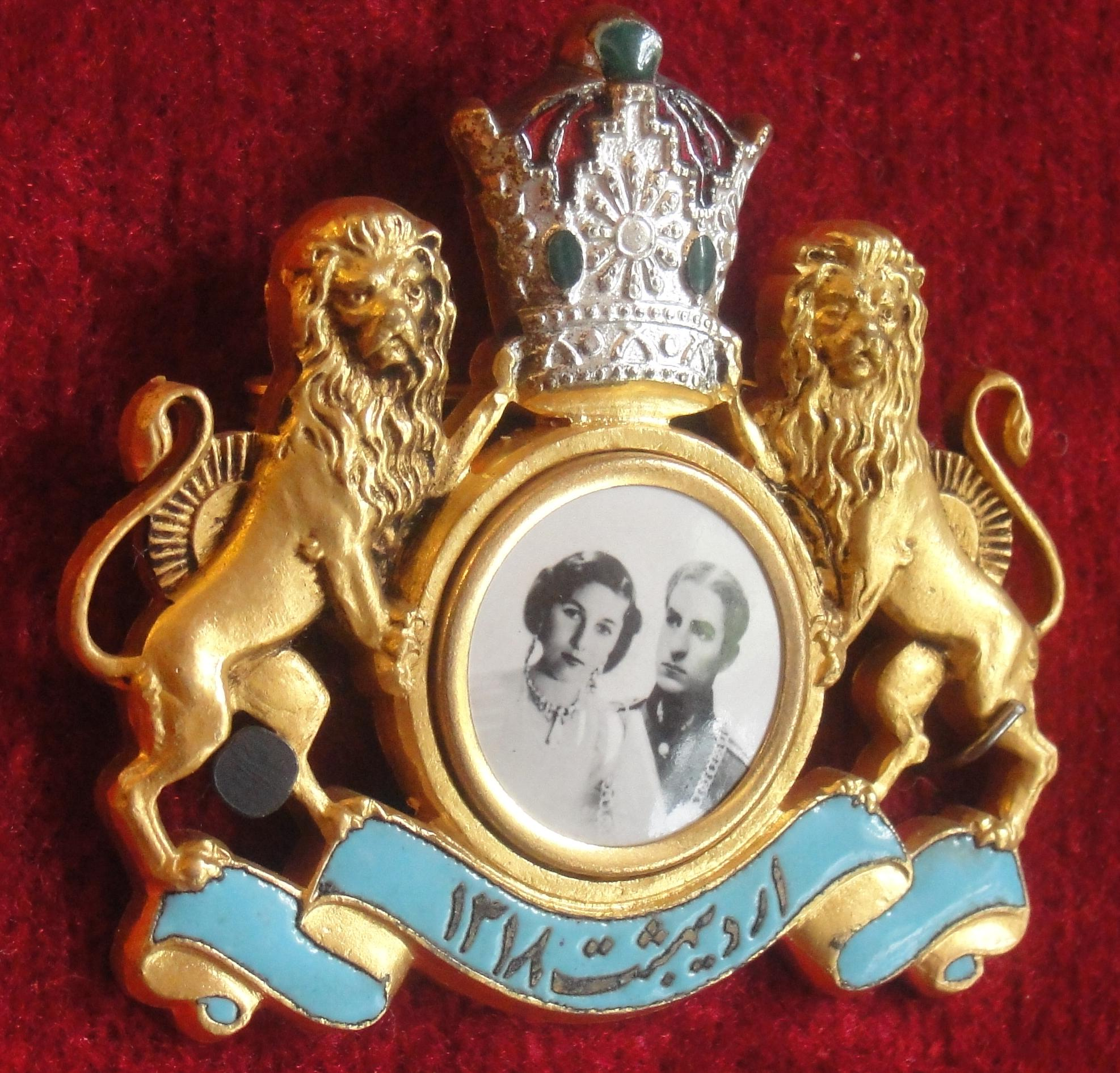
مدال یادبود ازدواج محمدرضا شاه و ملکه فوزیه - اردیبهشت ۱۳۱۸ - این مدال در کاخ صاحبقرانیه در مجموعه کاخ موزه نیاوران نگهداری می‌شود.
از راست: محمدرضا پهلوی، ملکه نازلی، رضاشاه پهلوی و فوزیه
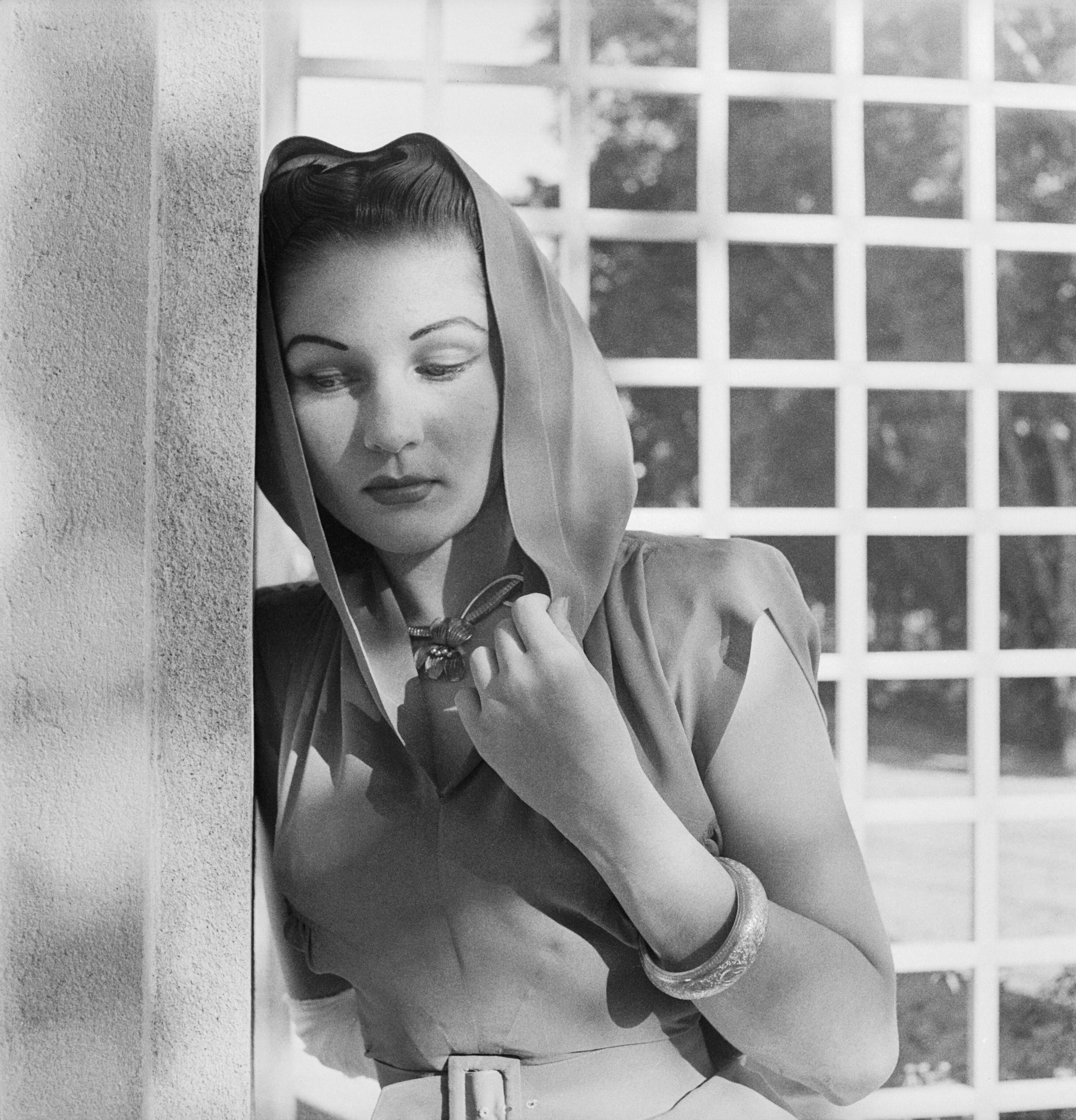
عکس گرفته شده از فوزیه توسط سسیل بیتون در کاخ مرمر، تهران
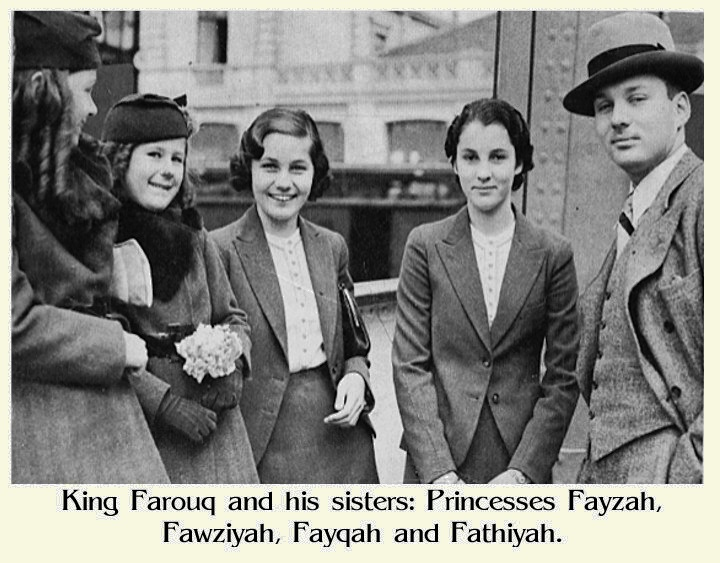
فوزیه به همراه برادرش ملک فاروق و سه خواهرش به نام‌های فائزه، فائقه، و فتحیه
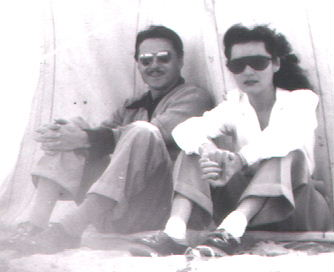
فوزیه و شوهر دومش، اسماعیل شیرین